# Virus A de la vigne
Vitivirus alphavitis
Espèce
Synonymes
- Grapevine virus A (ICTV, 1997)

Selon CABI :
- Grapevine corky bark closterovirus
- Grapevine corky bark disease
- Grapevine corky bark virus
- Grapevine stem pitting disease
- Grapevine stem pitting virus
- Grapevine stem pitting-associated closterovirus
- Grapevine stem-pitting virus

Le virus A de la vigne (Grapevine virus A, GVA), nom scientifique Vitivirus alphavitis, est une espèce de virus du genre Vitivirus (famille des Betaflexiviridae) dont c'est l'espèce-type. C'est un phytovirus qui affecte plusieurs espèces du genre Vitis en particulier la vigne européenne (Vitis vinifera) et les vignes américaines. Ce virus, également connu sous le nom de Grapevine closterovirus, est relativement commun et peut être fatal en l'absence de traitement. Les symptômes les plus courants chez les vignes infectées sont notamment la striure et le piquetage des tiges (accompagnés de la desquamation de la couche externe des tiges). Bien qu'il existe un traitement pour soigner les vignes infectées, il n'est pas totalement efficace, et les mesures préventives restent la meilleure parade contre ce virus. Des épidémies se sont produites dans toutes les régions de viticulture, en raison en particulier de la composition génétique complexe du virus. Le virus de la vigne A a un génome constitué d'ARN simple brin, très semblable à celui du Grapevine virus B. Il existe de multiples souches du virus qui varient à la fois sur les plans moléculaire et biologique, ce qui explique les symptômes légèrement différents présentés par les plantes infectées,,.

## Structure
Les virions du GVA sont  des particules filamenteuses flexueuses à symétrie hélicoïdale, mesurant environ 800 nm de long et 12 nm de diamètre, avec un pas de 3,3 à 3,5 nm et environ 10 sous-unités par tour d'hélice. Les particules sont composées d'environ 95 % de protéines et 5 % d'acide nucléique.
Le génome du GVA est constitué d'une molécule d'ARN simple brin comprenant 7349 nucléotides, non compris une queue polyA à l'extrémité 3'. Ce génome comprend cinq cadres de lecture ouverts (ORF).
L'ORF 1 code un polypeptide de 194 kDa avec des motifs conservés de protéines liées à la réplication de virus ARN à simple brin de sens positif.
L'ORF 2 code une protéine de 19 kDa, sans homologie significative avec aucune autre protéine connue à l'exception d'une certaine similitude avec le polypeptide codé par l'ORF 2 du GVB (Grapevine virus B).
L'ORF 3 code un polypeptide de 31 kDa présentant une similitude d'acides aminés avec des protéines de mouvement putatives (MP) de la superfamille 30 K des protéines de mouvement. 
L'ORF 4 code la protéine de capside (CP) . 
L'ORF 5 code une petite protéine de 10 kDa sans homologie avec d'autres protéines connues. Cependant, l'ORF 5 correspondant du GVB, virus étroitement apparenté avec le GVA, partage une homologie avec de petits polypeptides terminaux 3' de divers virus végétaux qui contiennent le domaine en doigt de zinc des protéines de liaison aux acides nucléiques.

## Variants
On connaît huit isolats différents du virus A de la vigne, qui induisent des symptômes légèrement différents. Ces variants ont été classés en trois groupes différents. Les génomes présentent des séquences identiques de 91,0 à 99,8 % au sein de chaque groupe, et de 78,0 à 89,3 % entre les groupes.
Le groupe III est celui qui diverge le plus des autres, n'ayant que 78,0 à 79,6 % d'identité de séquence avec les autres groupes. 
Le symptôme du GVA qui se différencie le plus dans chaque groupe est celui de l'éclaircissement des nervures (la plante présente une décoloration ou un jaunissement des nervures). Les vignes infectées par des souches du groupe I ne présentent que de légers signes de décoloration des nervures tandis que les autres groupes en montrent des signes plus intenses.

## Plantes-hôtes
Le GVA infecte naturellement une gamme d'hôtes très étroite, ses hôtes principaux étant uniquement Vitis vinifera (la vigne), des espèces de vignes américaines (telles que Vitis californica, Vitis rupestris) et des hybrides utilisés comme porte-greffes. Le virus est transmissible expérimentalement par greffage et par des cochenilles à d'autres espèces de Vitis, et difficilement par inoculation mécanique à Nicotiana clevelandii et Nicotiana benthamiana. Un isolat du Yémen induit des lésions locales chez Chenopodium amaranticolor, Chenopodium quinoa et Gomphrena globosa et infecte de façon asymptomatique Datura stramonium.